# Sit Tight
Sit Tight is een Amerikaanse filmkomedie uit 1931 onder regie van Lloyd Bacon.

## Verhaal
Jojo is de assistent van Winnie, de eigenares van een sportclub. Ze is ook de impresario van de worstelaar Tom. Als hij deelneemt aan het wereldkampioenschap, zet ze al haar geld in op hem. Tom is ook verloofd met Sally en haar vader wil dat hij de hoofd van de verkoop wordt in zijn bedrijf. Omdat hij dat weigert, laat de vader hem vlak voor de wedstrijd ontvoeren. Jojo moet Winnie uit de knoei helpen.

## Rolverdeling
| Acteur          | Personage    |
| --------------- | ------------ |
| Winnie Lightner | Winnie       |
| Joe E. Brown    | Jojo         |
| Paul Gregory    | Tom          |
| Claudia Dell    | Sally        |
| Lotti Loder     | Frans meisje |
| Hobart Bosworth | Dunlap       |
| Frank Hagney    | Olaf         |
| Snitz Edwards   | Charley      |